# Hidra

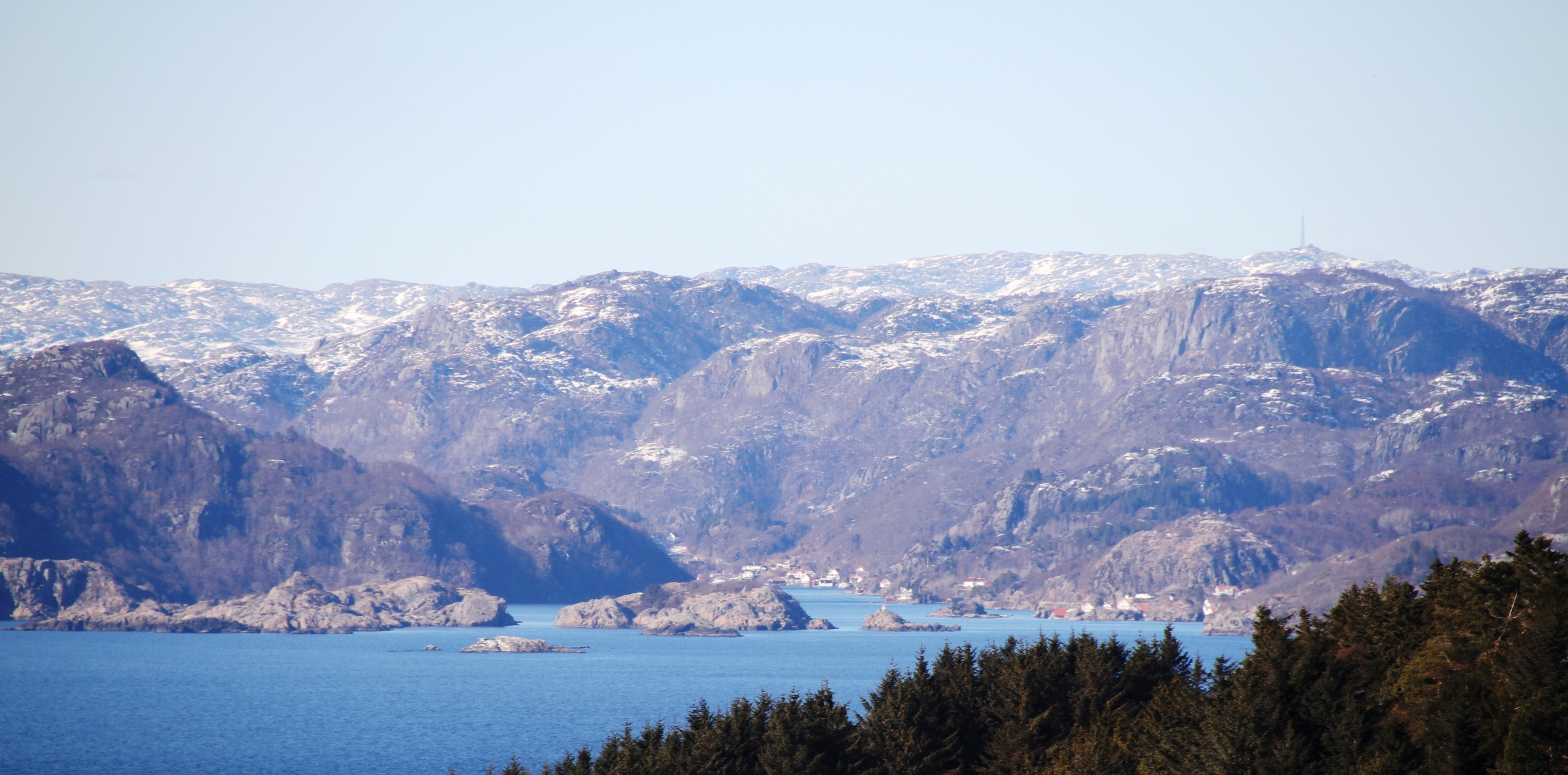
Hidra

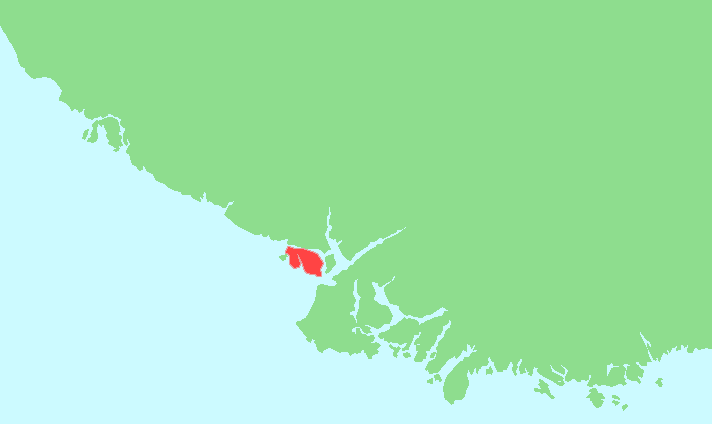
Karta som visar Hidra i rött.

Hidra är en ö i Flekkefjords kommun, Agder fylke i Norge. Dess yta är 20,4 km². Mellan Hidra och fastlandet finns det 350 meter breda Hidrasundet. På västra sidan av ön ligger Kirkehamn. Laxodling, fiske och turism är viktiga delar av näringslivet. Öns namn kan betyda "klyvning" och ön är också delad i två delar av en fjord och en kanal. De två delarna är förbundna av en bro. Det finns en färjeförbindelse till det norska fastlandet.